# Microgramma thurnii
Microgramma thurnii är en stensöteväxtart som först beskrevs av Bak., och fick sitt nu gällande namn av R. M. Tryon och Stolze. Microgramma thurnii ingår i släktet Microgramma och familjen Polypodiaceae. Inga underarter finns listade.